# 紀佐比物
紀 佐比物（き の さいもち、生没年不詳）は、奈良時代の官人。名は雑物とも記される。直広肆・紀弓張の子。官位は外従五位下・右衛士佐。

## 経歴
神亀5年（728年）正六位下から二階昇進して外従五位下に叙せられる。ちなみにこれは中央貴族に対して初めて外位の叙位が行われた例であり、同時に巨勢少麻呂・中臣名代ら中央貴族が同じく外従五位下に叙せられている。またこの叙位にあたって、この位階に留まるべきでないこと、勤務の状況に応じて内位に叙するので努力を怠らないこと、についての勅が出されている
翌神亀6年（729年）2月に発生した長屋王の変では、式部卿・藤原宇合の指揮下で、右衛士佐として左衛士佐・津島家道や衛門佐・佐味虫麻呂らとともに六衛府の兵を率いて長屋王の邸宅を包囲した。しかし、乱後の3月に行われた叙位では、巨勢少麻呂・中臣名代らが内位の従五位下に叙せられた一方で、佐比物は叙位に与っていないことから、この間に没した可能性もある。

## 官歴
『続日本紀』による。
- 時期不詳：正六位下
- 神亀5年（728年） 5月21日：外従五位下
- 神亀6年（729年） 2月10日：見右衛士佐

## 系譜
『日本人名大辞典』による。
- 父：紀弓張
- 母：不詳
- 生母不詳の子女
  - 男子：紀伊保
  - 男子：紀益女（?-765）